# Янис, Сесар
Сесар Аугусто Янис Веласко (исп. César Augusto Yanis Velasco; род. 28 января 1996, Панама) — панамский футболист, вингер клуба «Сан-Карлос» и сборной Панамы, на правах аренды выступающий за чилийский «Кобресаль».

## Клубная карьера
Янис — воспитанник клуба «Сан-Франциско». 7 сентября 2014 года в матче против «Чепо» он дебютировал в чемпионате Панамы. С своём дебютном сезоне Сесар стал чемпионом страны. В начале 2017 года Янис подписал контракт с «Университарио». 5 февраля в «Тауро» он дебютировал за новую команду. В 2018 году Янис перешёл в «Коста-дель-Эсте». 30 июля в матче против «Санта-Гема» он дебютировал за новую команду. 27 февраля 2019 года в поединке против «Альянсы» Сесар забил свой первый гол за «Коста дель Эсте».
В 2021 году Янис на правах аренды перешёл в испанскую «Сарагосу». 2 октября в матче против «Овьедо» он дебютировал в Сегунде. В 2022 году Сесар на правах аренды выступал за «Самору». По окончании аренды игрок вернулся в «Коста дель Эсте».
Летом 2023 года Янис перешёл в коста-риканский «Сан-Карлос». 5 августа в матче против «Гуанакастека» он дебютировал в чемпионате Коста-Рики. 12 ноября в поединке против «Эредиано» Янис забил свой первый гол за «Сан-Карлос».

## Международная карьера
26 февраля 2020 года в товарищеском матче против сборной Никарагуа Янис дебютировал за сборную Панамы.
В 2021 году в составе сборной Янис принял участие в Золотом кубке КОНКАКАФ. На турнире он сыграл в матчах против команд Катара, Гондураса и Гренады. В поединке против гондурасцев Сесар забил свой первый гол за национальную команду.
В 2023 году Янис во второй раз принял участие в Золотом кубке КОНКАКАФ в США. На турнире он сыграл в матчах против сборных Мартиники, Сальвадора и Катара. В поединке против американцев Иван забил свой первый гол за национальную команду.
В 2024 году Янис принял участие в Кубке Америки в США. На турнире он сыграл в матче против сборной Боливии. В поединке против боливийцев Сесар забил гол.

### Голы за сборную Панамы
| №  | Дата           | Место                                            | Противник | Счёт | Результат | Соревнование                     |
| -- | -------------- | ------------------------------------------------ | --------- | ---- | --------- | -------------------------------- |
| 1. | 17 июля 2023   | Шелл Энерджи Стэдиум, Хьюстон, США               | Гондурас  | 0:1  | 1:1       | Золотой кубок КОНКАКАФ 2021      |
| 2. | 12 ноября 2021 | Олимпико Метрополитано, Сан-Педро-Сула, Гондурас | Гондурас  | 0:1  | 1:1       | Чемпионат мира 2022 квалификация |
| 3. | 15 ноября 2022 | Аль-Хамрия Спорт Стэдиум, Аль-Хамрия, ОАЭ        | Венесуэла | 0:1  | 1:1       | Товарищеский матч                |
| 4. | 1 июля 2024    | Интер-энд-Ко Стэдиум, Орландо, США               | Боливия   | 0:1  | 1:1       | Кубок Америки 2024               |

## Достижения
Клубные
 «Сан-Франциско»
- Победитель чемпионата Панамы — Апертура 2014